# Лукьянов, Владимир Александрович
Влади́мир Алекса́ндрович Лукья́нов (род. 25 февраля 1947, Хабаровск) — советский и российский тренер по боксу. Тренер хабаровских ДЮСШ и ШВСМ, главный тренер сборной команды Хабаровского края и Дальнего Востока, личный тренер ряда титулованных боксёров, в том числе многократного призёра национальных первенств Андрея Аулова. Заслуженный тренер России (1994). Судья международной категории.

## Биография
Владимир Лукьянов родился 25 февраля 1947 года в Хабаровске. Активно заниматься боксом начал в возрасте четырнадцати лет в 1961 году, проходил подготовку в боксёрской секции хабаровского Среднего государственного профессионально-технического училища № 14 под руководством тренера Дмитрия Шипицкого. Позже окончил Хабаровский государственный институт физической культуры (ныне Дальневосточная государственная академия физической культуры).
В своё время был довольно успешным боксёром. Так, в 1972 году одержал победу на первенстве Вооружённых Сил СССР, многократный бронзовый призёр этого первенства. Также в 1972 году становился чемпионом РСФСР среди студентов ВУЗов, попал в число призёров на зональном чемпионате СССР. Восемь раз проходил в финал дальневосточного турнира памяти Героя Советского Союза Константина Короткова. Выполнил норматив мастера спорта СССР.
После завершения спортивной карьеры занялся тренерской деятельностью. Работал тренером по боксу в хабаровской краевой Школе высшего спортивного мастерства, занимал должность главного тренера в сборной команде Хабаровского края и Дальнего Востока. Тренер детско-юношеской спортивной школы «Хабаровский городской центр развития бокса».
За долгие годы тренерской работы Лукьянов подготовил многих талантливых спортсменов, добившихся успеха на всероссийском уровне. Один из самых известных его воспитанников — мастер спорта международного класса Андрей Аулов, победитель командного чемпионата Европы, бронзовый призёр трёх первенств Советского Союза, обладатель Кубка СССР, четырёхкратный чемпион России. В разное время его учениками были призёр Спартакиады народов РСФСР Геннадий Неделько, чемпион России среди ШВСМ Павел Моор, трёхкратный призёр чемпионатов России Анатолий Лебедев, призёр командного чемпионата России Павел Пугач и др. За выдающиеся достижения на тренерском поприще в 1994 году Владимир Лукьянов был удостоен почётного звания «Заслуженный тренер России».
Неоднократно принимал участие в соревнованиях по боксу в качестве судьи, судья международной категории ЕАБА.